# شيرلي غان
شيرلي غان (بالإنجليزية: Shirley Gunn)‏ هي ناشِطة جنوب أفريقية، ولدت في 9 مايو 1955.